# Нові Каксі (Можгинський район)
Нові Каксі́ (рос. Новые Какси) — присілок в Можгинському районі Удмуртії, Росія.
Урбаноніми:
- вулиці — Петровська

## Населення
Населення — 71 особа (2010; 100 в 2002).
Національний склад станом на 2002 рік:
- удмурти — 66 %
- росіяни — 33 %